# Гороховский, Анатолий Владимирович
Гороховский, Анатолий Владимирович (29 сентября 1925, Харьков — 17 февраля 2003, Москва) — Главный редактор издательства «Связь» (1962—1973), Главный редактор журнала «Радио» (1973—1998), автор и ответственный редактор 6 книг, более 400 статей в различных отраслевых и научно-популярных журналах. Председатель Общественного координационного комитета по созданию и запуску радиолюбительских спутников связи (с 1975).

## Биография
Родился 29 сентября 1925 года в Харькове.
В 1942−1945 годах в действующей армии занимался ремонтом танковых радиостанций (по другой версии, занимался ремонтом танковых радиостанций на одном из Московских оборонных предприятий).
В 1951 году окончил факультет радиосвязи и радиовещания Московского электротехнического института связи (радиофакультет Московского электротехнического института связи).
С 1951 года был связан с журналистикой и издательской деятельностью в области радио и телевидения, и до 1959 года работал заведующим радиоотделом в редакции журнала «Вестник связи».
Активно содействовал внедрению новой техники радиовещания и ТВ, в том числе синхронного радиовещания и спецэффектов на ТВ в 1950-е годы.
С 1960 года — заместитель главного редактора, с 1962 года — главный редактор издательства «Связь».
В 1973−1998 годах — главный редактор журнала «Радио».
В 1975−1982 годах возглавлял Общественный координационный комитет по созданию и запуску любительских спутников связи. Под его руководством 26 октября 1978 года были запущены 2 таких спутника («Радио-1» и «Радио-2»), а в январе 1981 году — 6 более совершенных любительских ИСЗ.
С 2000 года — консультант в редакции журнала «Электросвязь».
Награжден Орденом Трудового Красного Знамени, медалью «За доблестный труд», медалью «За победу над Германией в Великой Отечественной войне 1941—1945 г.».
Умер 17 февраля 2003 года в Москве. Урна с прахом захоронена  на Новом Донском кладбище,  в колумбарии 1а секция 8

## Награды
- В 1981 году — присвоено звание Заслуженный работник культуры РСФСР.
- 9 марта 2000 года — Указом Президента РФ Гороховскому Анатолию Владимировичу было присвоено почетное звание Заслуженный работник связи Российской Федерации[4].
- Отмечен значками «Почётный радист», «Отличник печати» и «Отличник физической культуры и спорта».
- Награжден Орденом Трудового Красного Знамени, медалью «За доблестный труд», медалью «За победу над Германией в Великой Отечественной войне 1941—1945 г.».